# Bauline
Bauline é uma pequena cidade na província canadense de Terra Nova e Labrador, localizada na Península de Avalon, norte de St. John's.